# Nestlé
Nestlé S.A. är ett schweiziskt multinationellt livsmedelsföretag. Företaget är världens största livsmedelsföretag med en årlig omsättning på cirka 90 miljarder schweizerfranc. Företaget grundades 1866 av Henri Nestlé. Huvudkontoret ligger i Vevey, Schweiz.
Nestlé har ett stort antal varumärken inom områdena barnmat, kaffe, buteljerat vatten, katt- och hundfoder, modersmjölksersättning, frukostflingor, choklad, godis, glass, välling med mera. Företaget satsar mest på att visa upp produktens namn medan varumärket Nestlé inte har någon framträdande plats på förpackningarna.

## Historia
Nestlé grundades 1866 av apotekaren Henri Nestlé (Heinrich Nestle) som Farine Lactée Henri Nestlé lk.A. 1867 började Henri Nestlé tillverka mjölkpulver som såldes som bröstmjölksersättning. Nestlé började använda familjens vapen som logotyp, fåglar i ett fågelbo. Namnet Nestlé betyder litet bo på den sydtyska dialekten Schwabiska. 1874 expanderade bolaget till Tyskland och samma år lämnade grundaren verksamheten.

### Fusioner och internationell expansion
1898 började tillverkning utomlands då en fabrik öppnades i Norge. 1905 gick bolaget samman med Anglo-Swiss Condensed Milk Company. 1929 gick chokladproducenterna Peter, Cailler, Kohler och Nestlé samman. Nestlé behölls som namn. 1938 fick bolaget stora framgångar med pulverkaffe – Nescafé. 1947 gick Nestlé samman med Maggi och övertaganden fortsatte med svenska Findus (1962) och Ursina-Franck AG (1971). Namnet är sedan dess Nestlé S.A.
1986 lanserades Nespresso i Schweiz. 1988 köpte Nestlé brittiska Rowntree's varpå märken som Smarties, After Eight och Kit Kat blev en del av varumärkesportföljen. Samma år köpte Nestlé den italienska pastatillverkaren Buitoni. Den svenska verksamheten i Findus som köptes av Marabou blev 1989 Svenska Nestlé AB. Nestlé sålde verksamheten i Findus till EQT 2001 och bildade det nya bolaget Nestlé Sverige AB med säte i Helsingborg.
Under 1990-talet blev mineralvatten ett nytt segment efter köpen av Perrier och Sanpellegrino.

### Priskartell
Nestlé anklagades 2007 av den kanadensiska konkurrensmyndigheten för deltagande i en priskartell. Nestlé betalade en straffavgift på nio miljoner dollar efter förlikning i domstol. Liknande process pågår i USA.

## Några varumärken

### Konfekt
- After Eight
- Lion
- Kit Kat
- Aero
- Galak
- Smarties
- PowerBar

### Kaffe
- Nescafé
- Nespresso
- Zoégas

### Frukostflingor
- Cheerios (Cereal Partners Worldwide) - frukostflingor
- Nestlé Fitness

### Glass
- Hemglass - glass (såldes till Varsego i januari 2014)
- Mövenpick - glass

### Matlagning
- Juicy Juice
- Maggi
- Buitoni
- Hälsans Kök

### Vatten
- Perrier
- pure life
- San Pellegrino
- Vittel
- Poland Spring Water

### Djurfoder
- Nestlé Purina Pet Care
- Friskies - kattmat
- Purina ONE - katt och hundmat

## Kritik
Nestlé har utsatts för en omfattande kritik under många år.

### Bröstmjölksersättning, giftig mjölk och illegal mjölkförsäljning
En bojkott pågår sedan 1977 mot företaget för dess marknadsföring av bröstmjölksersättning som bryter mot Världshälsoorganisationens regler. Bland annat säger Rädda barnen att det leder till att barn avlider eller får problem med hälsan. Nätverket International Baby Food Action Network driver en global kampanj mot Nestlés marknadsföring.
I melaminskandalen i Kina 2008 dog sex barn och 860 fick behandlas på sjukhus. Melamin gör att proteinhalten i mjölkersättning verkar högre än den egentligen är. Kinesiska myndigheter fann 2008 att Nestlé sålde mjölk med låga halter av melamin. Även myndigheterna i Taiwan stoppade försäljningen.
2009 framkom det att Nestlé köpt mjölk från olagligt beslagtagna farmer i Zimbabwe. Det skedde trots att dessa gårdar styrdes av Mugabe i strid mot EU:s bojkottregler. Nestlé har stoppat denna verksamhet.

### Konflikten med Etiopien (2002)
Under början av 2000-talet drabbades Etiopien av en omfattande svältkatastrof. Mitt under denna, år 2002, krävde Nestlé att den Etiopiska staten skulle återbetala en skuld till företaget på sex miljoner dollar. Det var först efter att ha mottagit 8500 mail med kritik som företaget backade från kravet.

### Barnslavar
Nestlé undertecknade 2001 Kakaoprotokollet mot barnarbete inom kakaoindustrin. 2005 togs Nestlé till domstol för att barn kidnappats och tvingats till slavarbete. Nestlé friades av en kalifornisk domstol, men beslutet är överklagat till högre domstol.

### Hästkött
Nestlé hör till de företag som under 2013 sålt biffkött som innehållit hästkött.

### Vatten
Vid det andra World Water Forum 2000 övertalade Nestlé och andra företag World Water Council att ändra sitt uttalande för att minska tillgången till dricksvatten från en "rättighet" till ett "behov". Nestlé fortsätter att ta kontroll över akviferer och buteljera deras vatten i vinstsyfte. Peter Brabeck-Letmathe, ordförande för Nestlé, ändrade senare sitt uttalande och sa i en intervju 2013: "Jag är den första som säger att vatten är en mänsklig rättighet." I samma intervju hävdade han att det var "varje regerings primära ansvar" att tillhandahålla 30 liter vatten om dagen till medborgarna.

### Kritik i samband med Rysslands invasion av Ukraina
Medan flertalet västerländska företag lämnat Ryssland efter landets invasion av Ukraina, har Nestlé valt att stannat kvar. Efter Rysslands invasion meddelade Nestlé att de skulle reducera sitt utbud av varor i Ryssland till "nödvändiga" livsmedel som modersmjölksersättning. Detta har dock inte hänt. I februari 2023 såldes ett brett utbud av företagets produkter, t.ex. Nescafé, i ryska affärer. Företaget fortsätter sin produktion i Ryssland och söker personal.